# Igreja do Salvador de Tabuado

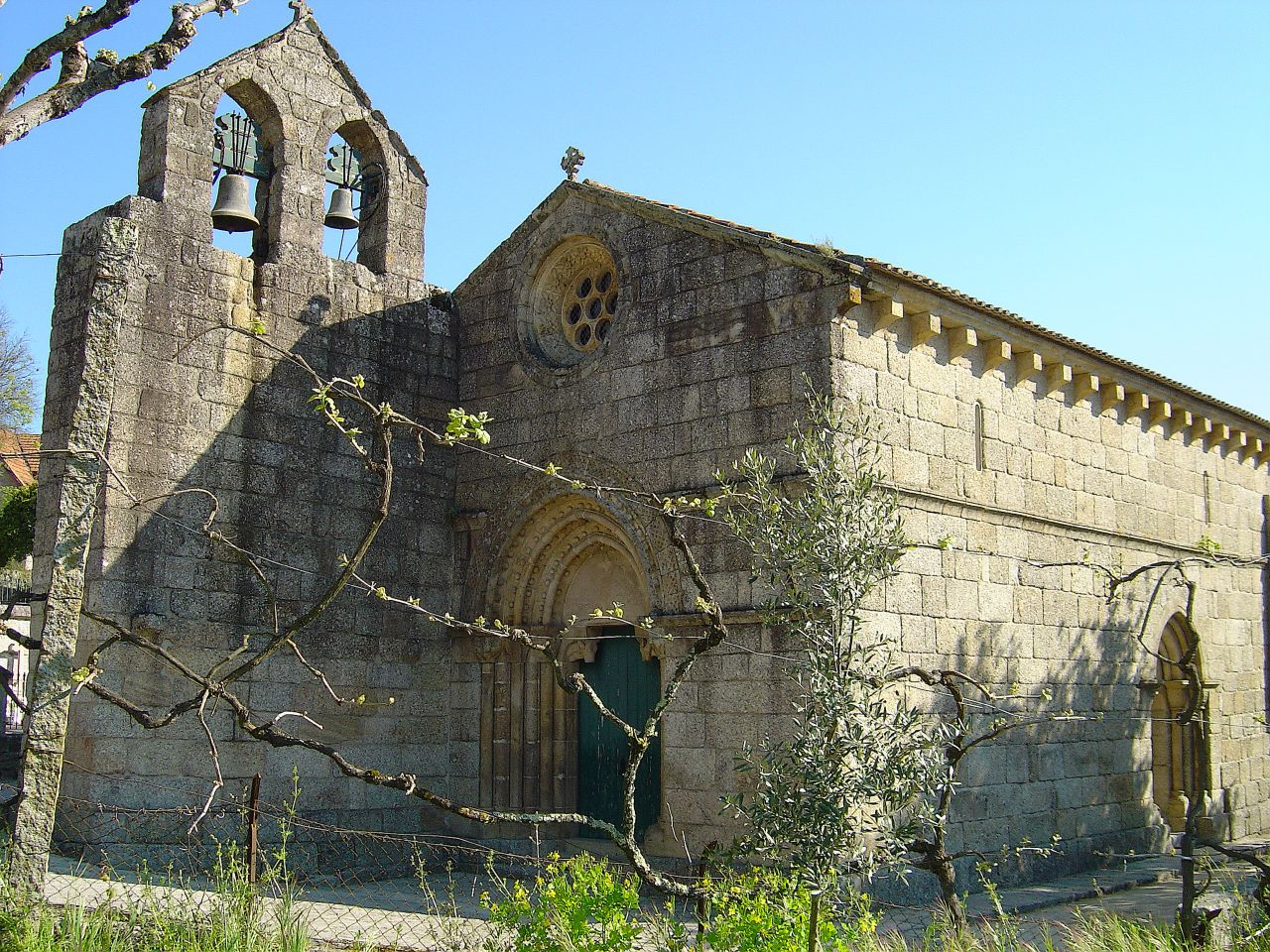
Fachada principal e torre sineira

A Igreja do Salvador de Tabuado é uma igreja românica situada em Tabuado, no município de Marco de Canaveses, em Portugal.
A data de fundação provável é de meados do século XIII. No século XVI foram acrescentadas pinturas murais na capela-mor, que representam Cristo juiz ladeado por João Baptista e Tiago Maior.
Em 1944 foi classificada como imóvel de interesse público e está integrada na Rota do Românico.